# ایگا نو کاتا
ایگا نو کاتا (به ژاپنی: 伊賀の方 いがのかた)؛ تولد نامشخص – مرگ نامشخص، یک زن در اوایل دوره کاماکورا بود. او از نسل فوجیوارا نو هیده‌ساتو و دختر ایگا تومومیتسو و نیکایدو یوکیماسا بود. او همسر یا کی‌شیتسو (همسر اصلی دوم، بعد از مرگ همسر اول اصلی) هوجو یوشیتوکی دومین شیکن در شوگون‌سالاری کاماکورا بود. او مادر هوجو ماسامورا، هوجو توکینائو و همسر ایچیجو سانه‌ماسا بود.

## زنان یوشیتوکی
طبق اسناد تاریخی دو نفر هستند که همسر اصلی هوجو یوشیتوکی شدند، اما گفته می‌شود که او زنان غیراصلی دیگری نیز داشته است که یکی از آنها زنی بود که در کاخ شوگون در کاماکورا به نام آوا نو تسوبونه کار می‌کرد.
علاوه بر این، هوجو یوشیتوکی یک خواهر به نام آوا نو تسوبونه دارد، اما او فردی متفاوت با همین نام است. آوا نو تسوبونه هوجو یاسوتوکی را در سال ۱۱۸۳ به دنیا آورد (سال دوم جوئی)، اما منشأ خانوادگی او به‌طور دقیق مشخص نیست؛ بنابراین حدس زده می‌شود که وی از وضعیت پایینی برخوردار بوده و سوکوشیتسو بوده است.
زنی که به هیمه نو مائه معروف است اولین همسر اصلی یوشیتوکی هوجو شد. گفته می‌شد که شاهزاده خانم فرزند یا خواهر ندیمه دوران کودکی میناموتو نو یوریتومو، هیکی نو آما بود و به گفته آزوما کاگامی، او یک زن بسیار زیبا بود. هوجو یوشیتوکی برای اولین بار این شاهزاده خانم را دید و بیش از یک سال به ارسال نامه برای او ادامه داد، اما او به او پاسخی نداد و تنها با کمک اربابش، میناموتو نو یوریتومو بود که آنها وارد یک رابطه زناشویی شدند. پس از ازدواج آنها دو پسر و یک دختر داشتند، اما روابط بین خاندان هوجو و خاندان هیکی بدتر شد و زمانی که حادثه هیکی یوشیکازو رخ داد، هوجو یوشیتوکی نقش مهمی در نابود کردن خاندان همسرش را داشت. آن دو مجبور به طلاق شدند و هیمه نو مائه دوباره با میناموتو نو توموچیکا، یک اشراف‌زاده پایتخت ازدواج کرد و چهار سال بعد درگذشت.
پس از آن، هوجو یوشیتوکی زنی از خاندان ایگا، «ایگا نو کاتا» را که از نوادگان فوجیوارا نو هیده‌ساتو بود، به عنوان زن اصلی خود  انتخاب کرد. ایگا یک دختر با هوجو یوشیتوکی داشت که بعداً همسر اصلی هوجو ماسامورا شیکن هفتم شد.

## مرگ
در ۲۴ دسامبر ۱۲۲۴، یک پیام رسان از خاندان هوجو از ولایت ایزو آمد و خبر داد که ایگا از بیمار است و از دیروز در وضعیت بدی به سر می‌برد. اگرچه در «آزوما کاگامی» هیچ اشاره ای به مرگ ایگا نشده است، اما به احتمال زیاد او در همان سالی که هوجو یوشیتوکی درگذشت، همسرش ایگا نیز بر اثر بیماری درگذشت.